# Oakland (Misuri)
Oakland es una ciudad ubicada en el condado de San Luis en el estado estadounidense de Misuri. En el Censo de 2010 tenía una población de 1381 habitantes y una densidad poblacional de 876,99 personas por km².

## Geografía
Oakland se encuentra ubicada en las coordenadas 38°34′37″N 90°23′6″O / 38.57694, -90.38500. Según la Oficina del Censo de los Estados Unidos, Oakland tiene una superficie total de 1.57 km², de la cual 1.57 km² corresponden a tierra firme y (0%) 0 km² es agua.

## Demografía
Según el censo de 2010, había 1381 personas residiendo en Oakland. La densidad de población era de 876,99 hab./km². De los 1381 habitantes, Oakland estaba compuesto por el 96.23% blancos, el 2.17% eran afroamericanos, el 0.07% eran amerindios, el 0.43% eran asiáticos, el 0% eran isleños del Pacífico, el 0% eran de otras razas y el 1.09% pertenecían a dos o más razas. Del total de la población el 1.01% eran hispanos o latinos de cualquier raza.